# Principe di Waterloo
Principe di Waterloo è uno dei più alti ranghi nella nobiltà olandese, detenuto dalla casata del Duca di Wellington.

## Storia

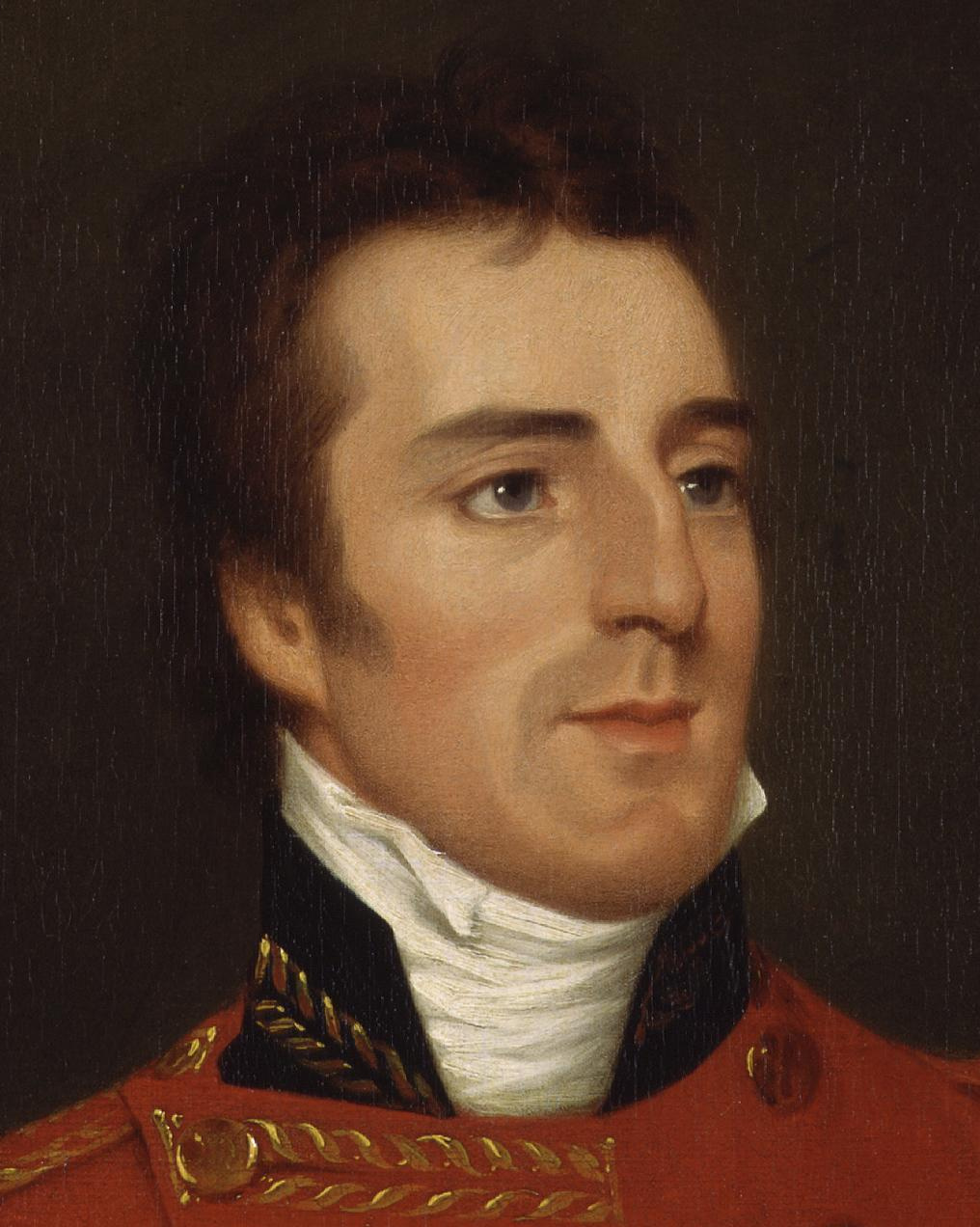
Il maresciallo Wellington, primo duca di Wellington (parìa del Regno Unito) e primo principe di Waterloo (nobiltà olandese)

Il titolo venne creato da Guglielmo I dei Paesi Bassi per il feldmaresciallo Arthur Wellesley, I duca di Wellington come titolo di vittoria in riconoscimento per la sconfitta di Napoleone Bonaparte durante la battaglia di Waterloo del 1815.
Il primo duca di Wellington e tutti i suoi discendenti appartengono quindi di diritto anche alla nobiltà olandese, nella quale essi trasmettono il titolo di Principe di Waterloo (Prins van Waterloo) al primogenito, mentre gli altri membri della famiglia detengono quello onorifico di Jonkheer o Jonkvrouw.

## Proprietà del principe
Oltre al titolo, il re olandese garantì a Wellington 10,5 km² di terreni ed una dotazione annua di 20.000 guilders. Attualmente i duchi di Wellington mantengono il titolo di principe di Waterloo ed ottengono annualmente una rendita di circa 100.000 sterline dagli affittuari delle loro terre in Belgio.
Alla creazione del Regno del Belgio nel 1831 come ente separato dall'Olanda, nel quale però erano comprese le proprietà dei duchi nell'area, venne stabilito col Trattato di Londra del 1839 che il debito pubblico dell'area dovesse essere assunto direttamente dal nuovo regno del Belgio.
Le terre dei principi di Waterloo sono state poste sotto pressione nel 2001 dall'ex senatore belga Jean-Emile Humblet. Nel 1817 il governo dell'area richiese al duca un pagamento annuo di 1.000 sterline in cambio della libertà di taglio e vendita delle piante comprese nei suoi possedimenti. Sino al 1988 i duchi hanno adempiuto a questo tradizionale pagamento annuale per contribuire al mantenimento della foresta, ma l'allora principe di Waterloo, Arthur Wellesley, VIII duca di Wellington, siglò un accordo col quale si abolì il pagamento di questa quota annua in cambio della cessione di 240.000 m² dei 10,5 km² che la sua famiglia possedeva da generazioni. Alcuni contribuenti belgi, capeggiati proprio da Humblet, sostennero che tale scambio non rifletteva l'effettivo valore della terra, che essi intendono come parte a tutti gli effetti del territorio nazionale del Belgio, aggiungendo inoltre che tale accordo venne sottoscritto per non dispiacere semplicemente un rappresentante dell'alta aristocrazia inglese a cui il Belgio rimane fortemente legato per una serie di tradizioni e per devozione storica.
Nel 2009 un deputato della circoscrizione elettorale di Vlaams Belang ebbe delle discussioni col Ministro delle Finanze Didier Reynders proprio a causa di questo accordo. Reynders replicò che tale concessione faceva parte degli obblighi internazionali del Belgio per effetto del Trattato di Londra e che egli non aveva intenzione di rinnegare quegli impegni, dal momento che tutti i duchi avevano sempre e comunque adempiuto ai loro doveri nei confronti della nazione belga.

## Principi di Waterloo (dal 1815)
- Arthur Wellesley, I principe di Waterloo (1769–1852) dal 1815
- Arthur Richard Wellesley, II principe di Waterloo (1807–1884) dal 1852
- Henry Wellesley, III principe di Waterloo (1846–1900) dal 1884
- Arthur Charles Wellesley, IV principe di Waterloo (1849–1934) dal 1900
- Arthur Charles Wellesley, V principe di Waterloo (1876–1941) dal 1934
- Henry Valerian George Wellesley, VI principe di Waterloo (1912–1943) dal 1941
- Gerald Wellesley, VII principe di Waterloo (1885–1972) dal 1943
- Arthur Valerian Wellesley, VIII principe di Waterloo (n. 1915–2014) dal 1972
- Arthur Charles Valerian Wellesley, IX principe di Waterloo (n. 1945) dal 2014

L'erede apparente dell'attuale detentore del titolo è lo Jonkheer Arthur Wellesley (n. 1979).